# Gare de Thiviers
Gare de Thiviers vasútállomás Franciaországban, Thiviers településen.

## Vasútvonalak
Az állomást az alábbi vasútvonalak érintik:
- Limoges-Bénédictins–Périgueux-vasútvonal
- Thiviers-Saint-Aulaire-vasútvonal

## Kapcsolódó állomások
A vasútállomáshoz az alábbi állomások vannak a legközelebb:
- Gare de La Coquille
- Gare de Négrondes